# Ginés Andrés de Aguirre

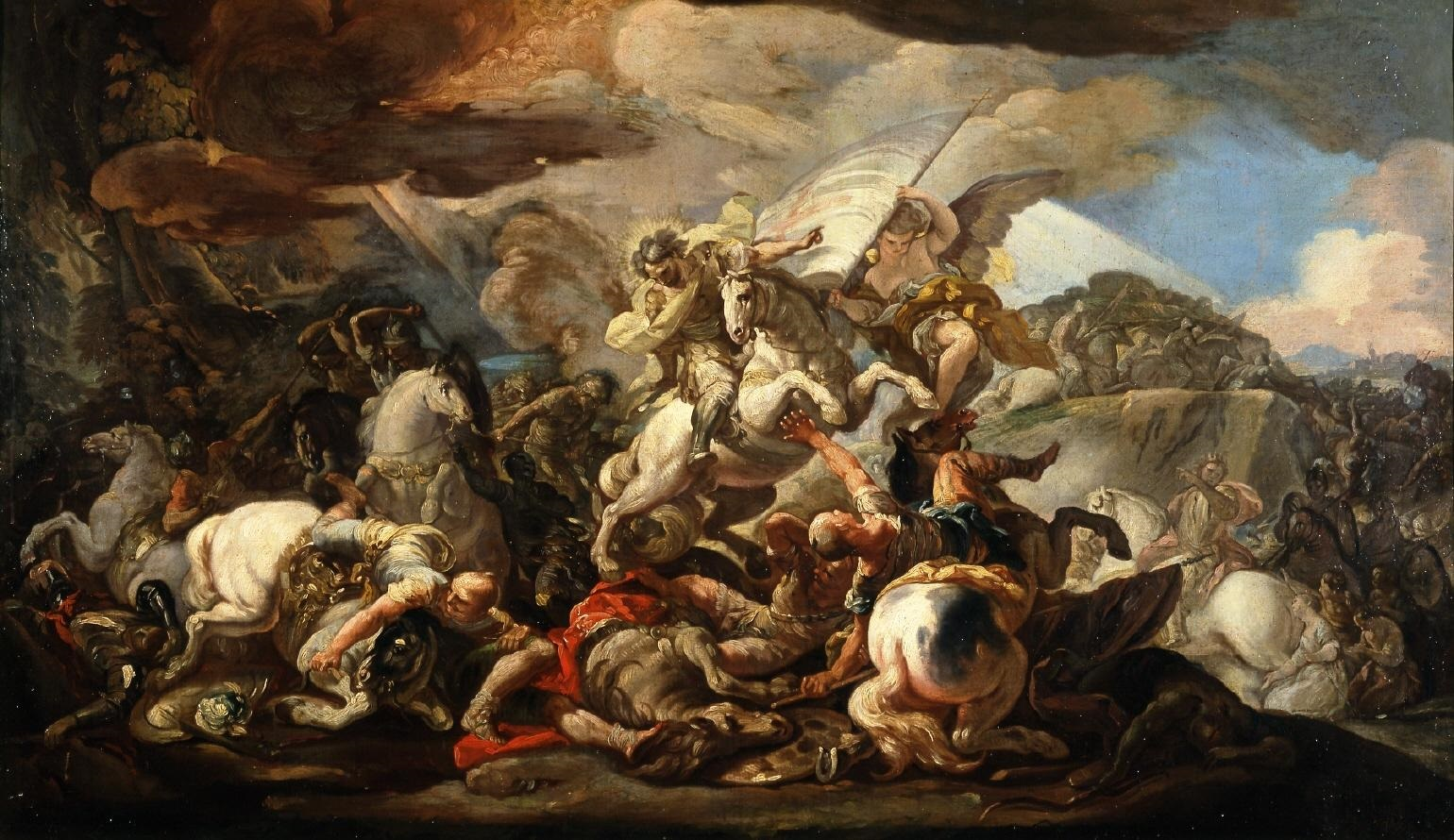
Eingreifen Santiagos in der Schlacht von Clavijo

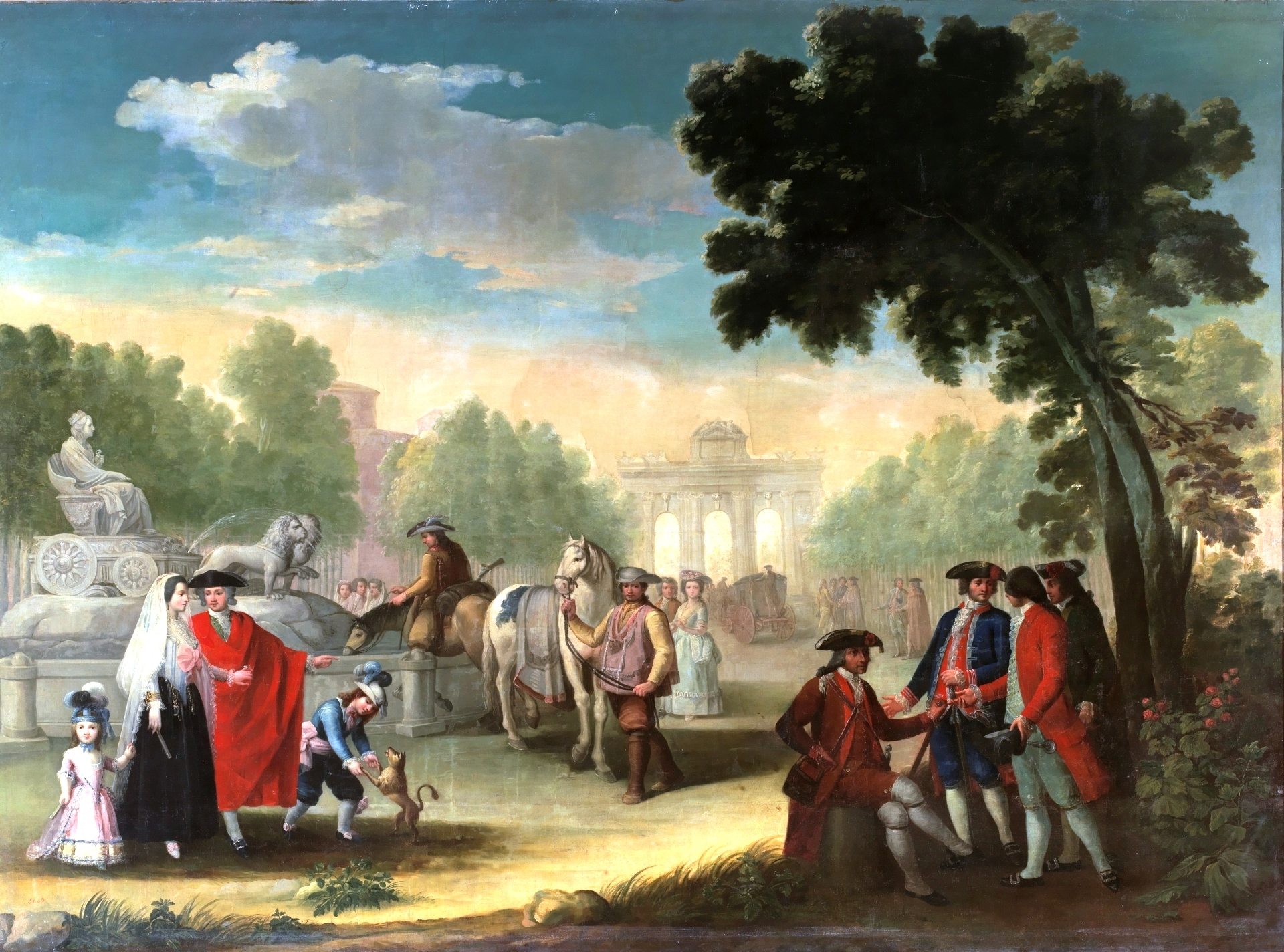
Madrid – Plaza de Cibeles mit Puerta de Alcalá im Hintergrund

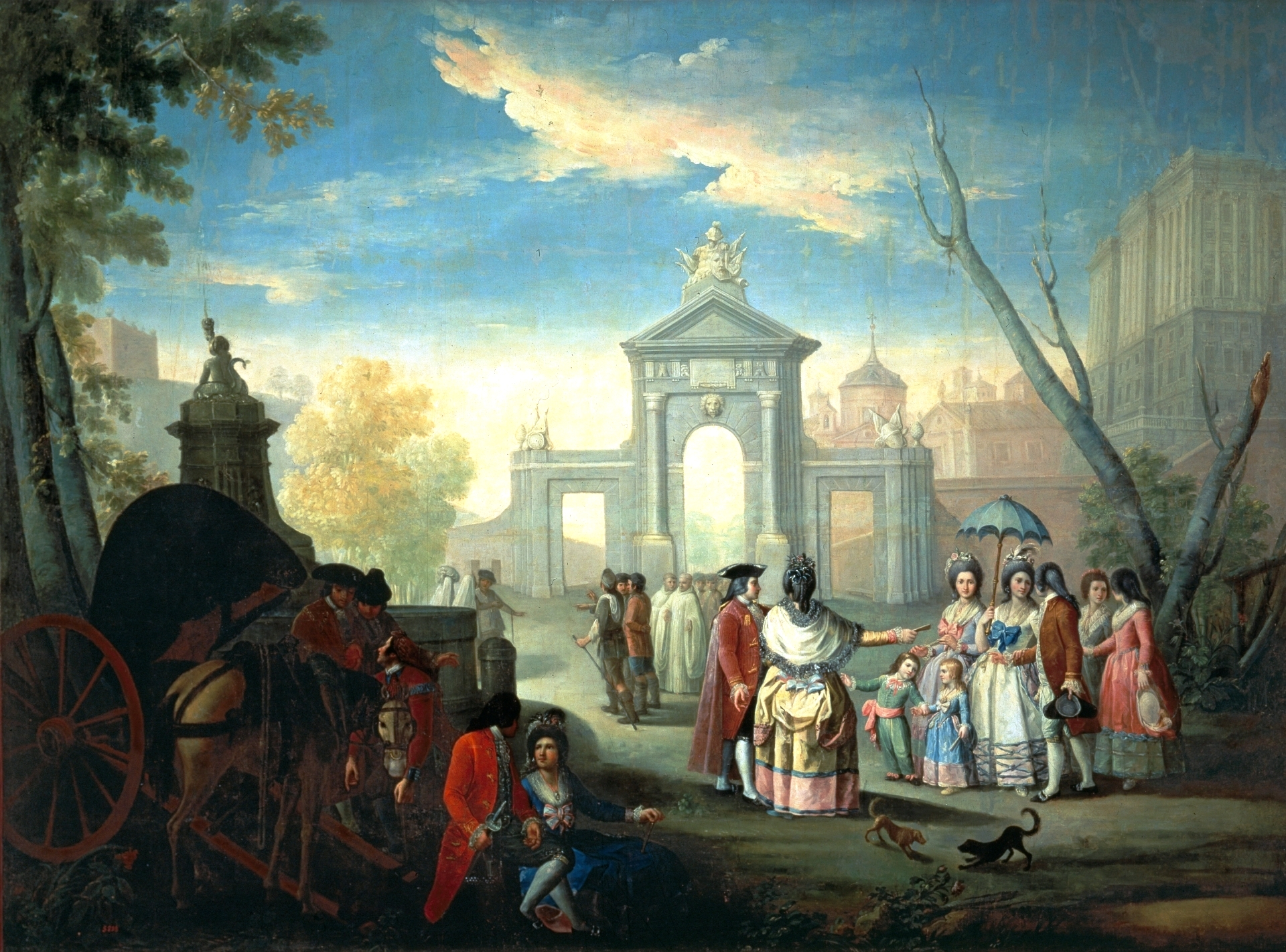
Madrid – Puerta de San Vicente

Ginés Andrés de Aguirre (* 5. November 1727 in Yecla, Murcia; † 18. Juli 1800 in Mexiko-Stadt) war ein spanischer Maler des Spätbarock.

## Leben
Ginés Andrés de Aguirre erhielt seine Ausbildung als Kunstmaler an der Königlichen Kunstakademie San Fernando Real Academia de Bellas Artes de San Fernando in Madrid. Obwohl er niemals ein Rom-Stipendium erhielt, unterstützte ihn der König durch Geldzuwendungen. Im Jahr 1770 wurde er zum Ehrenmitglied der Kunstakademie ernannt; ab diesem Jahr entwarf er Kartons für die Königliche Teppichmanufaktur (Real Fábrica de Tapices). Im Jahr 1785 arbeitete er zusammen mit Mariano Salvador Maella an der Restaurierung von Porträts der Königsfamilie.
Ein Jahr später wurde er zusammen mit Cosme de Acuña als Direktor der Abteilung Malerei an die Academia de San Carlos in Mexiko-Stadt entsandt. Schon bald nach seiner Ankunft überwarf er sich mit dem Generaldirektor der Akademie. Daraufhin betätigte er sich als Kunstlehrer.

## Werk
Ginés Andrés de Aguirre schuf sowohl Fresken als auch Leinwandbilder; zu seinem künstlerischen Repertoire gehören Historienbilder ebenso wie Porträts und Genreszenen.

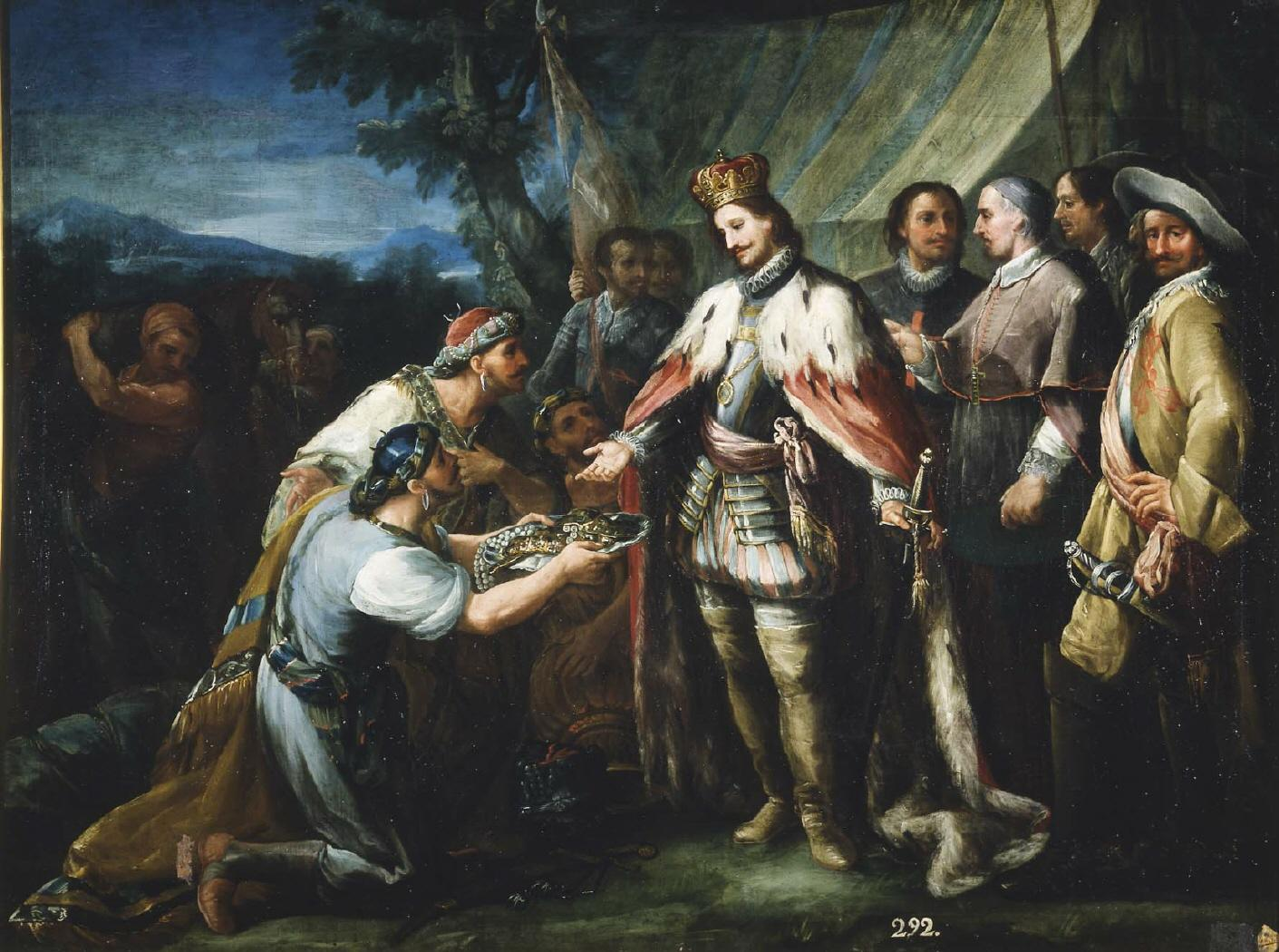
König Ferdinand III. empfängt die Tribute des maurischen Herrschers von Baeza
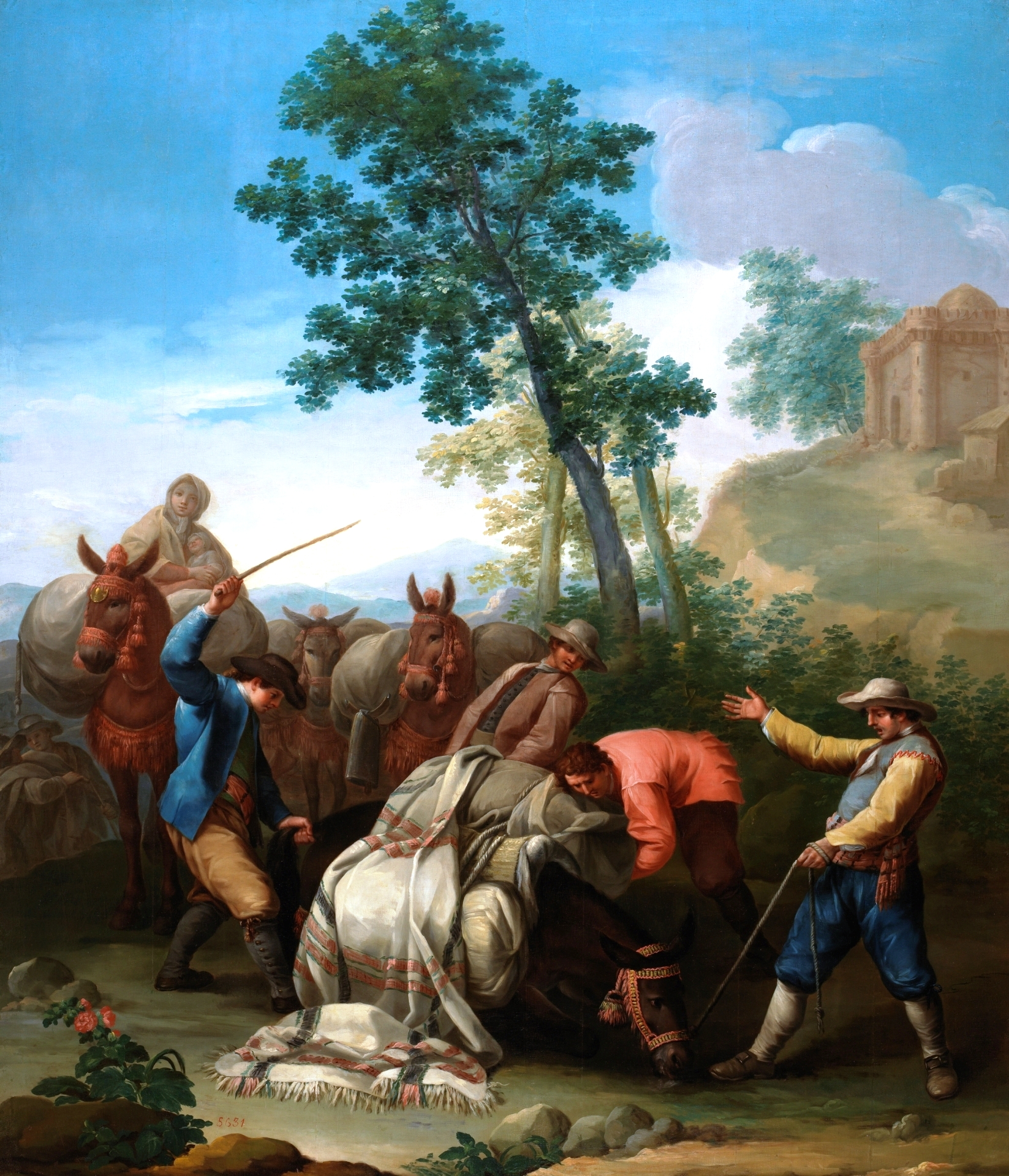
Ein Maultier bricht unter seiner Last zusammen
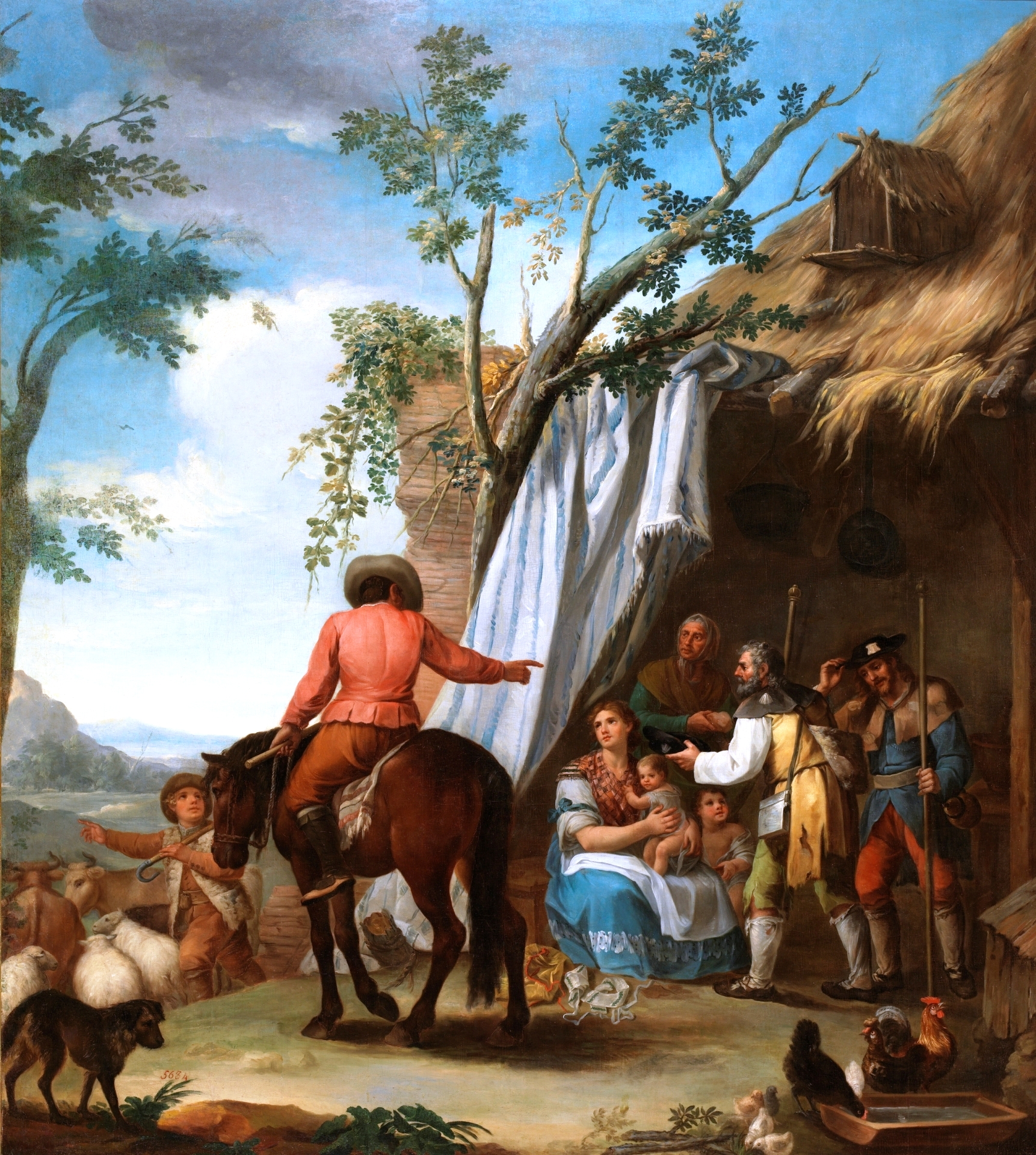
Reiter an einer ländlichen Hütte
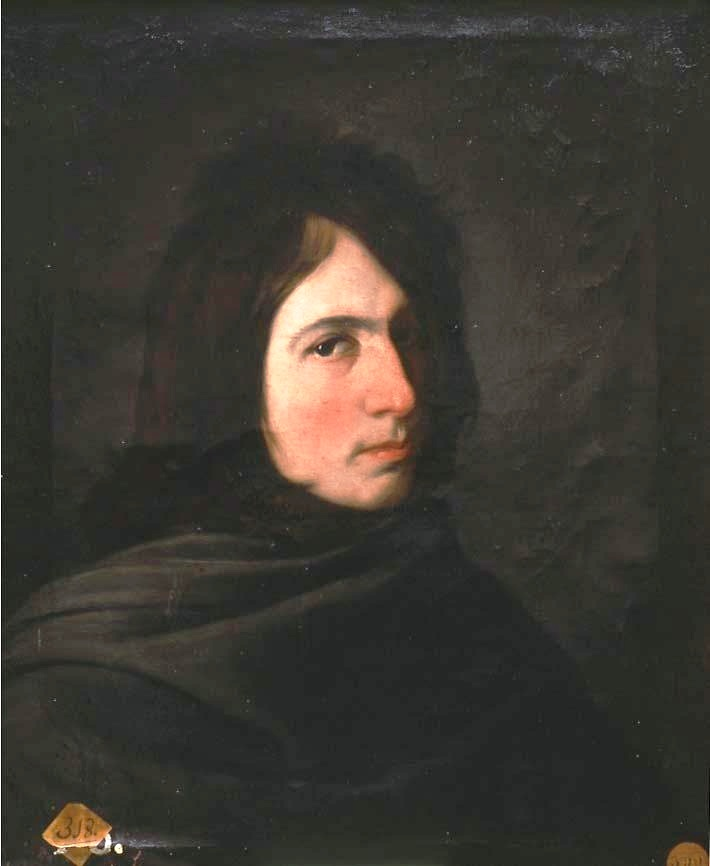
Porträt eines jungen Mannes (Teodoro Ardemans?)